# 應收帳款週轉率
應收帳款週轉率是会计学一種衡量企業在提供信貸和收回債務方面的有效性的指標，以及使用其資源的效率。其公式為：
| 應收帳款週轉率（Receivable Turnover Ratio）＝ | 應收帳款銷貨淨額（Net receivable sales）    |  |
| 應收帳款週轉率（Receivable Turnover Ratio）＝ | 平均應收帳款淨額（Average net receivables） |  |